# Pantone
Pantone Inc. es una empresa con sede en Carlstadt, Nueva Jersey (Estados Unidos), creador del Pantone Matching System, un sistema de identificación, comparación y comunicación del color para las artes gráficas.
Su sistema de definición cromática es el más reconocido y utilizado, por lo que normalmente se llama Pantone al sistema de control de colores. Este modo de color, a diferencia de los modos CMYK y RGB, suele denominarse color sólido. Pantone fue adquirida por la empresa X-Rite por un valor de U$180 millones de dólares en octubre de 2007. A su vez esta empresa fue adquirida por Danaher Corporation en 2012.

## Descripción
Pantone comenzó en 1956, imprimiendo guías de color para empresas de cosméticos. Usaban sesenta pigmentos diferentes y los mezclaban para encontrar los colores que necesitaban. En ese entonces, los colores no estaban estandarizados, así que los impresores tenían que adivinar para poder emparejarlos.
El caso más famoso con diferencias de color era el de Kodak. Su empaque clásico de color amarillo/naranja tenía diferente color dependiendo del lugar de impresión, lo que originaba que los clientes optaran por no comprar rollos fotográficos que tuvieran un color un poco más oscuro, ya que pensaban que era falso o viejo. Kodak necesitaba poder usar un color estándar para poder tener consistencia en sus ventas. Y así  comenzó la demanda por la estandarización en el uso de color para impresión.
Pantone fue fundada a mediados de los años 1950 dentro de la compañía de impresos comerciales de los hermanos Mervin y Jesse Levine de nombre  imprenta M & J Levine Advertising; ahí trabajaba el químico de nombre Lawrence Herbert y al ver los muchos problemas para definir correctamente los colores con los clientes empezó a desarrollar un pequeño sistema estandarizado; esto, con el tiempo, ayudó a acabar con las pérdidas de dicha imprenta. Al comienzo, Pantone era un pequeño negocio (dentro de la imprenta Levine) que comerciaba tarjetas de colores para compañías de cosméticos. Herbert , en 1962, adquiriría la "división"  Pantone a sus patrones, los hermanos Levine ,  y al año siguiente creó oficialmente el primer sistema de identificación cromática, en 1963.
El sistema se basa en una paleta o gama de colores, las Guías Pantone, de manera que muchas veces es posible obtener otros por mezclas de tintas predeterminadas que proporciona el fabricante. Por ejemplo, es un sistema muy empleado en la producción de pinturas de color por mezcla de tintes. Estas guías consisten en un gran número de pequeñas tarjetas (15×5 cm aproximadamente) de papel estucado o no estucado, sobre las que se ha impreso en un lado muestras de color, organizadas todas en un abanico de pequeñas dimensiones. Por ejemplo, una página concreta podría incluir una gama de amarillos variando en luminosidad del más claro al más oscuro. Las ediciones de las Guías Pantone se distribuyen anualmente debido a la degradación progresiva de la tinta. 
Para poder conseguir el resultado que se espera se debe tener unas muestras de colores sobre diferentes tipos de papel a modo de comprobación.
Cada color se describe por una numeración y unas siglas en función de la superficie o material en el que se va a aplicar el color: M para acabado mate, C y CP para papel estucado (Coated), EC para estucado según el estándar europeo (Euro Coated), U y UP para papel texturado (Uncoated), TC y TCX para tejidos (Textil Color eXtended), TPX para papel (Textil Paper eXtended), Q para plásticos opacos (opaQue), T para plásticos transparentes (Transparent).
La ventaja de este sistema es que cada una de las muestras está numerada y una vez seleccionada es posible recrear el color de manera exacta. Para hacernos una idea, es algo parecido a las cartas de colores que miramos cuando vamos a seleccionar un color para pintar nuestra casa.
Pantone ha ampliado su sistema a otros sectores que también trabajan con el color, como el diseño web, los textiles, los plásticos, el interiorismo y la pintura, creando distintas gamas de colores: solid, pastels&neons, metallic, plastic, color bridge, CMYK, Goe Guide, Goe Bridge y Fashion+Home.

## Legislación
Los colores Pantone, descritos numéricamente, han encontrado un hueco dentro de la legislación de los Estados Unidos, especialmente en las descripciones de los colores de banderas. El Parlamento Escocés ha debatido recientemente la definición del color azul de la bandera escocesa como Pantone 300. Asimismo, otros países como Canadá y Corea del Sur indican colores Pantone específicos para la producción de banderas. Llegado el momento Pantone podría cambiar sus códigos cromáticos, aunque no tendría ningún sentido hacerlo. Por el contrario, otros países utilizan sistemas diferentes para legislar, como el CIELAB, menos comerciales que el Pantone. En el caso de España, la legislación vigente utiliza los valores CIELAB, aunque se señalan también los valores Pantone para las reproducciones de símbolos oficiales.
Pantone afirma que su lista de números cromáticos es propiedad intelectual de la compañía y que su uso libre no está permitido. Ésta es una razón de peso por la que los colores Pantone no pueden ser usados por programas de software libre como GIMP, ni tampoco suelen encontrarse en aplicaciones de bajo coste.

## Color del año
Pantone comenzó a editar el color del año en 2000.
2000
Cerúleo
Pantone 15-4020
2001
Fucsia Rosa
Pantone 17-2031
2002
Rojo verdadero
Pantone 19-1664
2003
Aguamarina
Pantone 14-4811
2004
Lirio de tigre
Pantone 17-1456
2005
Azul turquesa
Pantone 15-5217
2006
Dólar arenoso
Pantone 13-1106
2007
Pimienta
Pantone 19-1557
2008
Iris azul
Pantone 18-3943
2009
Mimosa
Pantone 14-0848
2010
Turquesa
Pantone 15-5519
2011
Madre selva
Pantone 18-2120
2012
Mandarina Tango
Pantone 17-1463
2013
Esmeralda
Pantone 17-5641
2014
Orquídea radiante
Pantone 18-3224
2015
Marsala
Pantone 18-1438
2016
Rosa Cuarzo
Pantone 13-1520
2016
Serenity
Pantone 15-1919
2017
Greenery
Pantone 15-0340
2018
Ultravioleta
Pantone 18-3838
2019
Living Coral
Pantone 16-1546
2020
Classic Blue
Pantone 19-4052
2021
Ultimate Gray
Pantone 17-5104
2021
Illuminating
Pantone 13-0647
2022
Very Peri
Pantone 17-3938
2023
Viva Magenta
Pantone 18-1750
2024
Peach Fuzz
Pantone 13-1023
2025
Mocha Mousse
Pantone 17-1230